# قلعة الفلاية
قلعة الفلاية هي حصن من القرن الثامن عشر في رأس الخيمة، الإمارات العربية المتحدة (الإمارات العربية المتحدة). تقليديا، المقر الصيفي لعائلة القاسمي الحاكمة، كان الحصن يستخدم كمنزل للاستراحة.  
تم التوقيع على معاهدة السلام البحري لعام 1820 التاريخية في الفلاية من قبل راشد بن حميد النعيمي، حاكم عجمان وعبد الله بن راشد المعلا، حاكم أم القيوين في 15 مارس 1820.  
تم التوقيع على المعاهدة في وقت سابق في منتصف نهار 8 يناير 1820 في رأس الخيمة من قبل اللواء ويليام كير غرانت مع حسن بن رحمة شيخ هات وفالنا (هات حاليًا خت) وراجيب بن أحمد آل الزعابي شيخ جورة الحمراء. تم إعداد الترجمة بواسطة الكابتن جيه.بي ثومسون. 
تم التوقيع على المعاهدة بعد ذلك في 11 يناير 1820 في رأس الخيمة من قبل الشيخ شخبوط من "أبو ذبي" (أبو ظبي) وفي 15 يناير من قبل حسن بن علي، شيخ قلعة ضاية في الشارقة في 28 يناير 1820 من قبل سعيد بن سيف. نيابة عن حاكم دبي، محمد بن هزاع بن زعل، الذي كان من الأقلية، ثم في 4 فبراير 1820 من قبل سلطان بن صقر القاسمي، حاكم كل من الشارقة ورأس الخيمة. أكمل الموقعون على الفلاية تكملة مشايخ الساحل المتصالح. 
كان من المفترض أن تؤدي المعاهدة إلى اعتراف البريطانيين بالإمارات المتصالحة، إلى سلسلة من المعاهدات الإضافية التي تضفي الطابع الرسمي على الحماية البريطانية على الإمارات العربية المتحدة، وفي نهاية المطاف إلى العملية التي أدت إلى تشكيل دولة الإمارات العربية المتحدة الحديثة في 2 ديسمبر / كانون الأول عام 1971.  